# Viktor Tsybulenko
Viktor Sergeevich Tsybulenko (Veprik, 13 de julho de 1930 – Kiev, 19 de outubro de 2013) foi um atleta soviético, especializado no lançamento do dardo.
Competiu pela primeira vez nos Jogos Olímpicos em Helsinque 1952 ficando na quarta colocação. Em Melbourne 1956, conquistou a medalha de bronze e tornou-se finalmente campeão olímpico em Roma 1960. Foi condecorado com a Ordem da Insígnia de Honra e com a Ordem da Bandeira Vermelha do Trabalho.